# Antepipona fredens
Antepipona fredens är en stekelart som först beskrevs av Giovanni Gribodo 1891.
Antepipona fredens ingår i släktet Antepipona och familjen Eumenidae. Inga underarter finns listade i Catalogue of Life.